# Мецгер, Лоран
Лоран Мецгер (фр. Laurent Metzger; р. 8 марта 1946, Стамбул) — французский ученый-востоковед, педагог и переводчик.

## Краткая биография
Окончил Школу живых восточных языков в Париже, докторскую диссертацию защитил в Университете Париж VII имени Дени Дидро. С 1970 г. по 1999 гг. преподавал французский язык в различных университетах стран Юго-Восточной Азии: Технологический Институт Мара (Малайзия), Национальный университет Малайзии, Университет Малайя, Национальный университет Сингапура (1989—1999). С 1999 г. — адъюнкт-профессор кафедры малайского и индонезийского языков Университета Ла-Рошели (Ла-Рошель).
Переводил на французский язык классику малайской и индонезийской литературы: роман «Салина» Национального писателя Малайзии Абдул Самада Саида, повесть «Имам» Национального писателя Малайзии Османа Келантана, повесть «Ветер с Северо-Востока» Национального писателя Малайзии Абдуллаха Хуссейна и повесть «Отправление» индонезийской писательницы Нх. Дини.

## Основные научныe работы[3]
- Trois écrivains malais contemporains: Shahnon Ahmad, A. Samad Said et S. Othman Kelantan dans leur environnement social. Paris: Ecole pratique des hautes études. 6e section , 1977
- Stratégie islamique en Malaisie. Paris: L’Harmattan, 1996
- Joseph Ducroux, a French Agent of the Comintern in Singapore (1931—1932). Kuala Lumpur. The Journal of the Malaysian Branch of the Royal Asiatic Society (JMBRAS), Vol. LXIX, Part 1, 1996
- Les Lauriers de Shanghai. Geneva: Olizane, 1999
- Les sultanats de Malaisie. Un régime monarchique au vingtième siècle. Paris: L’Harmattan, 2000
- La minorité musulmane de Singapour. Paris: L’Harmattan, 2003
- Nilai-Nilai Melayu. Sudut Pandangan Orang Luar. Tanjong Malim: Penerbit Universiti Sultan Idris, 2007 (второе издание 2009) (на мал. яз)
- Traduction de la littérature indonésienne en français et de la littérature française en indonésien: Korupsi de Pramoedya Ananta Toer par Denis Lombard (Corruption) et Bonjour tristesse de Françoise Sagan par Ken Nadya (Lara kusapa) / Siti Hariti Sastriyanni. Yogyakarta: Gadjah Mada University Press, 2010
- Syarahan Raja Ali Haji. Peranan Fonastema dalam Bahasa Melayu. Kuala Lumpur: Persatuan Linguistik Malaysia, 2011 (на мал. яз)

## Литературные труды
- Arungan kerbau [kumpulan sajak 1976—1978] / [antologi sajak Laurent Metzger]; dengan kata pengantar oleh Lutfi Abas. Kuala Lumpur: Zakry Abadi, 1979[4]
- Uluru: kumpulan cerpen. Kuala-Lumpur: Institut Terjemahan & Buku Malaysia, 2016

## Переводы[5]
- (с франц. на мал. яз.) Roland Barthes. Penulisan Pada Tahap Kosong (Le degré zéro de l’écriture). Kuala Lumpur: DBP, 1984
- (с мал. на франц. яз.) Abdul Samad Said. Salina (Salina). Paris: L’Harmattan, 1997
- (с мал. на франц. яз.) Syed Othman Kelantan. Le Vent du Nord-Est (Angin Timur Laut). Aries: Actes Sud, 1982
- (переложение с франц. на мал. яз.) Nikolas. Diceritakan semula Laurent Metzger. Kuala Lumpur: Federal Publication , 1987
- (с индонез.на франц. яз.) Nh. Dini. Le Départ (Keberangkatan). Paris: L’Harmattan, 2013
- (с мал. на франц. яз.) Abdullah Hussain. L’Imam (Imam). Paris: L’Harmattan, 2019